# Ocinek
Ocinek – wieś w Polsce położona w województwie świętokrzyskim, w powiecie sandomierskim, w gminie Wilczyce.
Wieś wójtowska położona w starostwie sandomierskim była własnością Sandomierza w 1629 roku. 
W latach 1975–1998 miejscowość administracyjnie należała do województwa tarnobrzeskiego.

## Części wsi
| SIMC    | Nazwa       | Rodzaj    |
| ------- | ----------- | --------- |
| 0809523 | Nowy Ocinek | część wsi |
| 0809530 | Równia      | część wsi |

## Historia
W 1307 r. Władysław Łokietek, książę krakowski i sandomierski, nadał wsie królewskie Oczyno i Radoszkowice nad rzeką wówczas nazywaną Łukawą (Opatówką) Markowi i Robertowi, wójtom sandomierskim (Kod. dypl. Małop. s.166), pozwalając osadzić te wsie na prawie niemieckim.
Słownik wymienia Ocin Gałkowski i osadę Ocinek, w dokumentach nazywany także Oczyno. W lustracji z 1827 r. wymieniono wsie nad rzeką Opatówką Ocin Miejski i Ocin Panieński leżące w ówczesnym powiecie sandomierskim, gminie Wilczyce, parafii Góry Wysokie, odległe od Sandomierza 5 wiorst.
W 1827 r. Ocinek Miejski był wsią rządową posiadającą 23 domy i 101 mieszkańców, natomiast Ocinek Panieński posiadał 17 domów i 33 mieszkańców.
W roku 1886 osada Ocinek posiadała jeden dom i jedną morgę ziemi, wieś Ocin Gałkowski – 16 domów i 105 mieszkańców na 615 morgach ziemi włościańskiej.
Według spisu powszechnego z roku 1921 miejscowość Ocinek posiadała 31 domów i 214 mieszkańców.

## Urodzeni w Ocinku
Wincenty Burek (1905–1988) – dziennikarz i pisarz. W domu, w którym mieszkał, urządzono Izbę Pamięci z pamiątkami związanymi z życiem i twórczością pisarza.